# ジャン＝ルイ・ヴェレ
ジャン＝ルイ・ヴェレ（Jean-Louis Véret 1927年11月20日 - 2011年9月4日）は、フランスの建築家。

## 経歴
1927年パリに生まれる。
エコール・ナシオナル・デ・ボ-ザールにて、ルイ・アレシュとジョルジュ・グロモールに師事。そこで出会ったピエール・リブーレおよびジェラール・テュルノエとともに、ミッシェル・エコシャールの指導のもと、1949-1950年にモロッコの都市計画ミッションに参加。彼らはひとつの協同プロジェクト（フェズ大学）によって、1952年に学位を取得する。
ル・コルビュジエのアトリエに入所後、1952年に監理責任者としてアーメダバードの現場に派遣され、そこで1955年まで4つの実現作を含むル・コルビュジエの「ほとんどのプロジェクト」を担当する。その後は、エコシャールのパリのアトリエでリブーレとテュルノエに合流、カラチ大学のプロジェクトに参加。
1958年11月にリブーレ、テュルノエそしてジャン・ルノディーとともに、協同組合的工房アトリエ・ド・モンルージュを設立。同工房の実現作のうち、EDF（フランス電力公社）のイヴリ＝スュル＝セーヌの職員住宅（1967）、オルレアン事務所（1968）およびレ・ミュローの研修センター（1974）の設計に寄与。これら三作品は、それぞれ（順に）ショーダン邸、繊維業者協会会館、そしてサラバイ邸を連想させる特徴（内外空間の複雑な相互貫入、ブリーズ-ソレイユ、煉瓦の使用等）をもっている。
1968年にルノディーが、次いで1979年にリブーレが退所した後、ヴェレとテュルノエはアトリエの自主解散を決める。
1981年に自分の事務所を設立して独立。
1984年にパリのシテ・ド・ラ・ミュジィークの設計競技で、かつての同僚ヤニス・クセナキスの計画案に協力したが、クリスティアン・ド・ポルザンパルクに敗れる。
彼は多くの国有既存建築の修復等に関与しており、とくにサヴォワ邸の修復を担当したことで知られる。パリ＝ラ・ヴィレットの国立高等建築学院で教えた。

## 主要実現作
- アーメダバード（インド）におけるル･コルビュジエ作品（バルクリシュナ・ヴィタルダス・ドーシと協働）
  - 1951 : サラバイ邸
  - 1954 : 繊維業者会館
- アトリエ・ド・モンルージュ時代（直接ヴェレが担当した作品）
  - 1959-1965 : メルリエのヴァカンス村、 ラマテュエル（ヴァール県）
  - 1962 : ムーラン･ド・ジャン・メサジエ、コロンビエ＝フォンテーヌ
- 独立後
  - 1985-1992 : フイルム・アーカイヴの施設、ボワ・ダルシィ（イヴリーヌ県）
  - 1985-1992 : サヴォワ邸の修復、ポワシィ
  - 1986 : シュウ・ウエムラのブティックとパリ本社、ブールヴァール・サン＝ジェルマン、パリ
  - 1982-1990 : アヴィセンヌ病院研究棟、ボビニー